# Diocesi di Araçatuba
La diocesi di Araçatuba (in latino Dioecesis Arassatubensis) è una sede della Chiesa cattolica in Brasile suffraganea dell'arcidiocesi di Botucatu. Nel 2023 contava 438.772 battezzati su 561.223 abitanti. È retta dal vescovo Sérgio Krzywy.

## Territorio
La diocesi comprende 19 comuni dello stato brasiliano di San Paolo: Araçatuba, Andradina, Bento de Abreu, Bilac, Birigui, Brejo Alegre, Castilho, Coroados, Gabriel Monteiro, Guaraçaí, Guararapes, Lavínia, Mirandópolis, Murutinga do Sul, Nova Independência, Piacatu, Rubiácea, Santópolis do Aguapeí, Valparaíso.
Sede vescovile è la città di Araçatuba, dove si trova la cattedrale di Nostra Signora di Aparecida.
Il territorio si estende su una superficie di 9.798 km² ed è suddiviso in 33 parrocchie, raggruppate in 4 regioni pastorali: Araçatuba, Andradina, Birigui e Guararapes.

## Storia
La diocesi è stata eretta il 23 marzo 1994 con la bolla Progrediens usque di papa Giovanni Paolo II, ricavandone il territorio dalla diocesi di Lins.

## Cronotassi dei vescovi
Si omettono i periodi di sede vacante non superiori ai 2 anni o non storicamente accertati.
- José Carlos Castanho de Almeida † (23 marzo 1994 - 17 settembre 2003 dimesso)
- Sérgio Krzywy, dal 26 maggio 2004

## Statistiche
La diocesi nel 2023 su una popolazione di 561.223 persone contava 438.772 battezzati, corrispondenti al 78,2% del totale.
| anno | popolazione | popolazione | popolazione | presbiteri | presbiteri | presbiteri | presbiteri                | diaconi | religiosi | religiosi | parrocchie |
| anno | battezzati  | totale      | %           | numero     | secolari   | regolari   | battezzati per presbitero | diaconi | uomini    | donne     | parrocchie |
| ---- | ----------- | ----------- | ----------- | ---------- | ---------- | ---------- | ------------------------- | ------- | --------- | --------- | ---------- |
| 1999 | 399.000     | 439.000     | 90,9        | 39         | 23         | 16         | 10.230                    | 1       | 48        | 37        | 30         |
| 2000 | 403.000     | 443.000     | 91,0        | 39         | 24         | 15         | 10.333                    | 1       | 20        | 34        | 30         |
| 2001 | 404.000     | 454.829     | 88,8        | 38         | 24         | 14         | 10.631                    | 1       | 19        | 30        | 30         |
| 2002 | 410.000     | 455.570     | 90,0        | 40         | 26         | 14         | 10.250                    | 1       | 18        | 40        | 30         |
| 2003 | 410.000     | 455.570     | 90,0        | 43         | 25         | 18         | 9.534                     | 1       | 22        | 38        | 30         |
| 2004 | 415.131     | 461.475     | 90,0        | 44         | 27         | 17         | 9.434                     | 1       | 32        | 31        | 31         |
| 2006 | 415.131     | 461.475     | 90,0        | 42         | 28         | 14         | 9.884                     | 1       | 17        | 34        | 33         |
| 2012 | 424.550     | 500.000     | 84,9        | 47         | 31         | 16         | 9.032                     | 2       | 21        | 34        | 32         |
| 2015 | 435.000     | 506.000     | 86,0        | 43         | 27         | 16         | 10.116                    | 3       | 17        | 22        | 32         |
| 2018 | 436.720     | 518.340     | 84,3        | 50         | 34         | 16         | 8.734                     | 4       | 17        | 19        | 34         |
| 2020 | 438.677     | 504.960     | 86,9        | 50         | 35         | 15         | 8.773                     | 3       | 15        | 19        | 34         |
| 2022 | 445.000     | 561.081     | 79,3        | 49         | 35         | 14         | 9.081                     | 2       | 14        | 19        | 33         |
| 2023 | 438.772     | 561.223     | 78,2        | 50         | 35         | 15         | 8.775                     | 2       | 15        | 19        | 33         |